# ケラケラリアット
『ケラケラリアット』は、ケラケラ初のミニ・アルバム。2014年4月16日にユニバーサルシグマから発売された。

## 収録曲

### CD
1. MAKE UP（3:28）
作詞：ふるっぺ、森さん / 作曲：ふるっぺ / 編曲：前山田健一
2. マシュマロ（3:42）
作詞：ふるっぺ、森さん、Litz / 作曲：ふるっぺ / 編曲：久保田真悟、栗原暁
  - テレビ東京系アニメ「LINE TOWN」エンディングテーマ（第40話 - 第50話）
3. キズナジャンプ（4:23）
作詞：ふるっぺ、森さん、平義隆 / 作曲：ふるっぺ / 編曲：soundbreakers
  - 「第5回パナソニックキッズスクールカップ ロープジャンプ小学生No.1決定戦」テーマソング
4. 夢コンシェルジュ（3:25）
作詞：ふるっぺ、森さん、平義隆/ 作曲：ふるっぺ、平義隆 / 編曲：久保田真悟、栗原暁
  - 名古屋テレビ放送「ドデスカ!」テーマソング（2014年春 - ）
5. キミと、ずっと。（3:28）
作詞：ふるっぺ、森さん、Litz / 作曲：ふるっぺ / 編曲：久保田真悟、栗原暁
  - 北海道文化放送ステーションテーマソング（2014年春 - ）
6. MY LOVE（4:08）
作詞：ふるっぺ、森さん、Litz / 作曲：ふるっぺ / 編曲：soundbreakers
7. ピッピッピ（3:28）
作詞：ふるっぺ、本間律子 / 作曲：ふるっぺ / 編曲：宮田リョウ

### DVD（初回限定盤のみ）
・ケラケライフツアー2013＠渋谷duo MUSIC EXCHANGE
1. スターラブレイション
2. たこ焼きソング～大阪で生まれたからって～
3. ろーりんぐでいず
4. ひとつだけ